# Visión con Valores
Visión con Valores (VIVA) es un partido político de Derecha de Guatemala. Fundado en 2007 por Harold Caballeros quien fue su primer secretario general.
El Tribunal Supremo Electoral declaró en octubre de 2018 el análisis jurídico para la cancelación del partido por posibles delitos electorales, hasta el día de hoy no se ha tenido mayor información.

## Historia
El partido Visión con Valores -VIVA- fue inscrito como tal el 12 de junio de 2007. Uno de los fundadores, candidato presidencial y secretario general del partido fue Harold Caballeros. En 2007, a pocos meses de las elecciones generales los promotores del partido VIVA lo organizaron con una estrategia que permitió, que en cinco meses, pudieran formar el número mínimo de comités ejecutivos municipales y departamentales que exige la ley junto a una campaña de propaganda para posicionar el nombre y el símbolo de la organización y la imagen del candidato. VIVA inauguró su campaña en la cabecera departamental de Almolonga, Quetzaltenango en 2007, ya anunciada la candidatura de Caballeros, se presentó a Mariano Ventura como candidato vicepresidencial y a las personas que competirían por las diputaciones en la Lista Nacional y los distritos Central de Guatemala. Pero la fecha de inscripción del partido no dio oportunidad a que se efectuara la Asamblea Nacional, por consiguiente el partido no pudo participar en las elecciones de septiembre de 2007. Luego  de la imposibilidad legal de participar en los comicios, el partido se propuso  consolidar su proyecto a largo plazo y puso en marcha un proceso de fortalecimiento institucional para sentar las bases se enfocó en el reclutamiento de militantes, ser una presencia institucional, realizar procesos de formación político-partidista y generar equipos de trabajo a nivel municipal, departamental y nacional. .
VIVA lanza su Plan de Empadronamiento y Afiliación en 2009 con cientos de vallas, publicidad en radio, tv., páginas web, etc. Pero tuvo que retirarlo debido a que el Tribunal Supremo Electoral -TSE- lo consideró como campaña anticipada. En 2011 presentó su plan de gobierno a largo plazo
El 23 de noviembre de 2010 se oficializó una alianza cívico-electoral entre Visión con Valores (VIVA) y el partido Acción de Desarrollo Nacional (ADN). Esta iniciativa buscó integrar a varias agrupaciones políticas para trabajar con una agenda legislativa en conjunto a manera de darle prioridad a iniciativas de ley de urgencia nacional.

### Coalición VIVA-EG
El 6 de marzo de 2011 se anunció una coalición entre Visión con Valores (VIVA) y el partido Encuentro por Guatemala (EG) dirigido por la parlamentaria Nineth Montenegro. Ambas agrupaciones corrieron juntas en los comicios de septiembre de 2011 con Harold Caballeros y Efraín Medina como candidatos a la presidencia y vicepresidencia respectivamente y Nineth Montenegro encabezó el Listado Nacional de diputados.  La coalición VIVA-EG obtuvo 274,957 votos además de 6 diputaciones al Congreso de la República, un escaño al Parlacen y 2 alcaldías La alianza no trascendió el proceso electoral ya que ambos partidos decidieron legislar desde bancadas separadas, y dos de sus diputados dejaron el partido, Jorge Adolfo de Jesús García Silva se unió a TODOS mientras Pedro Gálvez Hernández se unió al PRI, quedándose en el mismo únicamente Manuel Alfredo Villacorta Mirón. VIVA postuló de forma independiente a 11 candidatos a diputado distrital y a 29  candidatos a alcalde, de los cuales solamente 3 consiguieron alcaldía. 

### Alianza con Partido Patriota
El 18 de septiembre de 2011 a través de una conferencia de prensa, Harold Caballeros hizo público el apoyo al Partido Patriota (PP) para la segunda vuelta electoral. Recalcando que su apoyo era condicionado a la ejecución de planes que compartían similitud entre ambos planes de gobierno, no representando una aceptación  ni  mucho menos ideales compartidos.
Harold Caballeros fue designado como Ministro de Relaciones Exteriores, enfrentándose así a los retos de inmigración, re-establecer las relaciones diplomáticas con otros países y reestructurar el Ministerio. Caballeros dejó el puesto en 2012. Así mismo el candidato a la Vicepresidencia, Efraín Medina fue nombrado como ministro de agricultura.

### Elecciones de 2015
Zury Ríos y Juan Luis Mirón fueron los candidatos a presidente y vicepresidente respectivamente del partido, para las elecciones generales que se realizaron en septiembre de 2015 en Guatemala
Para las elecciones generales de 2015 el partido VIVA obtuvo el 5.97% de los votos válidos en la elección presidencial, el binomio obtuvo 288,421 votos, ubicándose en el quinto lugar de las preferencias del electorado. En la elección legislativa obtuvo 5 curules y en las elecciones de corporaciones municipales solamente 1 alcalde.

### Elecciones de 2019
En enero de 2019 Juan Carlos Eggenberger y Antonio Rodríguez López fueron proclamados este sábado como candidatos a presidente y vicepresidente, durante el acto ambos candidatos y su secretario general Armando Castillo, fijaron su posición en cuanto al aborto y el matrimonio homosexual, pues aseguraron que promoverían una legislación basada en los valores fundamentales de la vida y la familia.
En febrero Juan Carlos Eggemberger anunció su renuncia a la candidatura por estrategia, según él, además indicó que lo hacia porque la coyuntura no le favorecía pero seguiría apoyando al partido político en sus propuestas.
A inicios de marzo de ese año el partido proclamó a Isaac Farchi Sultán y a Ricardo Flores Asturias como candidatos a la presidencia y vicepresidencia respectivamente.
En dichas elecciones el partido obtuvo 259.616 votos, quedando en la sexta preferencia, además ganó 6 alcaldías y 7 escaños en el Congreso.

## Candidatos a la Presidencia de Guatemala
| Año electoral | Candidato           | 1.ª. vuelta    | 1.ª. vuelta | 2.ª vuelta     | 2.ª vuelta |
| Año electoral | Candidato           | Total de votos | Porcentaje  | Total de votos | Porcentaje |
| ------------- | ------------------- | -------------- | ----------- | -------------- | ---------- |
| 2011          | Harold Caballeros   | 276.192        | 6,24% (5°)  |                |            |
| 2015          | Zury Ríos           | 288.421        | 5,89% (5°)  |                |            |
| 2019          | Isaac Farchi Sultán | 259.616        | 5,90% (6°)  |                |            |
| 2023          | Armando Castillo    | 397.469        | 9,44% (4°)  |                |            |